# RFL Championship 1968-69
El Championship de 1968-69 fue la 74.º edición del torneo de rugby league más importante de Inglaterra.

## Formato
Los equipos se enfrentaron en formato de todos contra todos, los primeros 16 equipos clasificaron a postemporada.
Se otorgaron 2 puntos por cada victoria, 1 por el empate y 0 por la derrota.

## Desarrollo

### Tabla de posiciones
| Pos. | Equipo               | Encuentros | Encuentros | Encuentros | Encuentros | Puntos |
| Pos. | Equipo               | PJ         | PG         | PE         | PP         | Puntos |
| ---- | -------------------- | ---------- | ---------- | ---------- | ---------- | ------ |
| 1    | Leeds Rhinos         | 34         | 29         | 2          | 3          | 60     |
| 2    | St Helens RFC        | 34         | 27         | 2          | 5          | 56     |
| 3    | Wigan Warriors       | 34         | 25         | 2          | 7          | 52     |
| 4    | Castleford Tigers    | 34         | 24         | 2          | 8          | 50     |
| 5    | Swinton Lions        | 34         | 23         | 0          | 11         | 46     |
| 6    | Salford Red Devils   | 34         | 19         | 5          | 10         | 43     |
| 7    | Featherstone Rovers  | 34         | 21         | 1          | 12         | 43     |
| 8    | Workington Town      | 34         | 21         | 0          | 13         | 42     |
| 9    | Leigh Centurions     | 34         | 19         | 4          | 11         | 42     |
| 10   | Hull Kingston Rovers | 34         | 20         | 0          | 14         | 40     |
| 11   | York FC              | 34         | 20         | 0          | 14         | 40     |
| 12   | Wakefield Trinity    | 34         | 19         | 1          | 14         | 39     |
| 13   | Hull FC              | 34         | 18         | 3          | 13         | 39     |
| 14   | Widnes Vikings       | 34         | 19         | 1          | 14         | 39     |
| 15   | Keighley Cougars     | 34         | 18         | 1          | 15         | 37     |
| 16   | Oldham RLFC          | 34         | 18         | 0          | 16         | 36     |
| 17   | Warrington Wolves    | 34         | 17         | 1          | 16         | 35     |
| 18   | Halifax RLFC         | 34         | 16         | 2          | 16         | 34     |
| 19   | Bradford Northern    | 34         | 16         | 0          | 18         | 32     |
| 20   | Barrow Raiders       | 34         | 13         | 1          | 20         | 27     |
| 21   | Rochdale Hornets     | 34         | 13         | 0          | 21         | 26     |
| 22   | Dewsbury Rams        | 34         | 12         | 1          | 21         | 25     |
| 23   | Hunslet FC           | 34         | 11         | 0          | 23         | 22     |
| 24   | Doncaster RLFC       | 34         | 11         | 0          | 23         | 22     |
| 25   | Huddersfield Giants  | 34         | 9          | 1          | 24         | 19     |
| 26   | Batley Bulldogs      | 34         | 8          | 1          | 25         | 17     |
| 27   | Liverpool Stanley    | 34         | 8          | 0          | 26         | 16     |
| 28   | Bramley RLFC         | 34         | 7          | 0          | 27         | 14     |
| 29   | Blackpool Borough    | 34         | 7          | 0          | 27         | 14     |
| 30   | Whitehaven RLFC      | 34         | 6          | 1          | 27         | 13     |

|  | Clasificados a postemporada. |

### Postemporada

#### Octavos de final
| 1969 | Leeds | 32 - 12 | Oldham |  |  |

| 1969 | Workington | 11 - 9 | Leigh |  |  |

| 1969 | Wigan | 26 - 10 | Widnes |  |  |

| 1969 | Salford | 13 - 7 | York |  |  |

| 1969 | Swinton | 9 - 5 | Wakefield |  |  |

| 1969 | Castleford | 14 - 10 | Hull |  |  |

| 1969 | Featherstone Rovers | 16 - 5 | Hull KR |  |  |

| 1969 | St Helens | 25 - 7 | Keighley |  |  |

#### Cuartos de final
| 1969 | Leeds | 18 - 10 | Workington |  |  |

| 1969 | Wigan | 21 - 26 | Salford |  |  |

| 1969 | Swinton | 8 - 50 | Castleford |  |  |

| 1969 | St Helens | 47 - 4 | Featherstone Rovers |  |  |

#### Semifinal
| 1969 | Leeds | 22 - 12 | Salford |  |  |

| 1969 | St Helens | 5 - 18 | Castleford |  |  |

#### Final
| 24 de mayo de 1969 | Leeds Rhinos | 16 - 14 | Castleford Tigers | Odsal Stadium, Bradford |  |

| Bandera de Inglaterra |
| Campeón Leeds Rhinos  |
| Quinto título         |